# Cephaloscyllium zebrum
Cephaloscyllium zebrum és una espècie de peix de la família dels esciliorrínids i de l'ordre dels carcariniformes.

## Morfologia
- Els mascles poden assolir 44,5 cm de longitud total.[1]

## Hàbitat
És un peix marí de clima tropical que viu entre 444-454 m de fondària.

## Distribució geogràfica
Es troba a Austràlia.